# Dendrocacalia
Dendrocacalia là một chi thực vật có hoa trong họ Cúc (Asteraceae).

## Loài
Chi Dendrocacalia gồm các loài: